# GJC2
GJC2‏ (Gap junction protein gamma 2) هوَ بروتين يُشَفر بواسطة جين GJC2 في الإنسان.